# 黃鰭魮脂鯉
黃鰭魮脂鯉，為輻鰭魚綱脂鯉目脂鯉亞目脂鯉科的其中一個種，為熱帶淡水魚，分布於南美洲亞馬遜河下游流域，體長可達4公分，棲息在底中層水域，屬雜食性，以甲殼類、蠕蟲及植物等為食，生活習性不明，可作為觀賞魚。

## 扩展阅读
- 維基物種上的相關：黃鰭魮脂鯉